# ナンダ朝

ナンダ朝

ナンダ朝の版図

ナンダ朝（ナンダちょう）は、古代インド（紀元前4世紀頃）のマガダ国に勃興した王朝。シュードラ出身の王朝として当時、また後世においても忌避されたが、強大な軍事力を持ってガンジス川流域に帝国を築き上げた。旧来の身分秩序を崩し、後のマウリヤ朝によるインド亜大陸統一の土台を作ったと評される。

## 歴史
マガダ国ではシシュナーガ朝が栄えていたが、ある時マハーパドマ（もしくはウグラセーナ）という出自のよく分からない人物によって滅ぼされた。そしてマハーパドマは新たにナンダ朝を開いた。多分に伝説的な時代のことであるがナンダ朝の実在は種々の考古学史料から確かめられる。
マハーパドマはプラーナ文献によればマハーナンディンとシュードラの女との間に生まれた。ジャイナ教の伝説によればナンダ朝最初の王は理髪師と娼婦の間の子であるといい、ローマ人クルティウスの記録では理髪師と王妃の間の子供であったとされる。いずれにせよナンダ朝の始祖が低いカーストの出身であったことは後代まで記憶された。なお、『マハーボーディヴァンサ』では初代の王名はウグラセーナとされている。
プラーナ文献によると権力を握ったマハーパドマは「全てのクシャトリアを絶滅させ、唯一の王として統一した。」という。これはイクシュヴァーク国、ハイハヤ国、カリンガ国、アシマカ国（Aśmaka）、シューラセーナ国などを征服したという彼の事跡に対応するものであると考えられる。ギリシア人の記録でも、アレクサンドロス大王の時代、インドはパータリプトラの1人の王によって統治されていたとある。ナンダ朝の支配がインドの広範囲にわたっていたことは考古学的に確認されているが、その正確な勢力範囲はよくわかっていない。後世のカリンガ国の伝承やクンタラ地方（デカン高原西部）の伝承や碑文にはナンダ王の支配に言及するものがある。
プラーナ文献では最初のナンダ王（マハーパドマ、もしくはウグラセーナ）は88年間統治し、彼に8人の子がいてそれぞれ12年ずつ統治したとなっている。しかし写本などの研究からこれが28年間の誤りであると考えられており、また他の文献もそれぞれ相違していてはっきりしない。第2代の王は初代王の長子スカルパであったとされているが、総じてその歴史は不明瞭である。歴代王名は文献によって異なり、プラーナ文献ではマハーパドマとスカルパ以外の王名は記録されていない。『マハーボーディヴァンサ』には初代ウグラセーナを含めて9人の王が、『マハーヴァンサ』には最後の王の名としてダナナンダの名が記録されている。
前317年頃、思想家カウティリヤの補佐を得てインド北西部でチャンドラグプタが挙兵した。ダナナンダ王は将軍バッサダーラ（Bhadrasala）に鎮圧を命じたが打ち破られ、首都パータリプトラも陥落してナンダ朝は滅亡した（ナンダ朝の滅亡）。その後チャンドラグプタは新たにマウリヤ朝を起こした。なお、プラーナ文献ではバラモンであるカウティリヤが8人の王全てを殺したとある。

## 国力
ナンダ朝の国制などについての史料は非常に限られており、ギリシア人などの残した間接的な史料からその強大な軍事力と経済力が窺い知れるに過ぎない。
一説ではインドの度量衡はナンダ朝の発明によるといわれ、またナンダ朝の発行した銀貨が相当数見つかっておりその影響はインド経済に深く残った。ある伝説には「ナンダ王は9億9千万枚の金貨を持っている。」とある。
ギリシア人の記録にはナンダ朝は20万の歩兵と3千、ないし4千の戦象を有していたとされている。これらの記録は正確さの確認が困難であるが、当時ナンダ朝の強大さが周囲に知られていたことは確認できる。

## 歴代王

### プラーナ文献
- マハーパドマ （在位28年間）
- スカルパ （在位12年間）
- 他7人 （それぞれ在位12年間）

### 『マハーボーディヴァンサ』
- ウグラセーナ
- パンドゥカ
- パンドゥガティ
- ブータパーラ
- ラーストラパーラ
- ゴヴィサーナカ
- ダーシャシッダカ
- カイヴァルタ
- ダナ （ダナナンダ（英語版）？ ギリシア人の記録にあるアグラッメスか。）
- 全て合わせて治世22年間

### 『マハーヴァンサ』
- ダナナンダ（英語版） （最後の王）